# Stefano Bianconi
Stefano Bianconi (San Miniato, 31 dicembre 1968) è un allenatore di calcio ed ex calciatore italiano, di ruolo difensore, collaboratore tecnico dell'Empoli.

## Carriera

### Giocatore
Dopo aver militato in diverse squadre toscane nelle serie minori, gioca ai suoi massimi livelli nell'Empoli, nelle cui file disputa due campionati di Serie A. Qui ottiene notorietà, a posteriori, soprattutto per un gol fantasma segnato nella sfida interna contro la Juventus della stagione 1997-1998, non convalidato dall'arbitro Pasquale Rodomonti nonostante il pallone fosse stato respinto da Angelo Peruzzi oltre la linea di porta.
In seguito veste le maglie di Cagliari e Pisa. Nella stagione 2003-2004 disputa il campionato di Serie C1 con la Viterbese, raggiungendo i play-off persi successivamente.
A seguito del fallimento della squadra laziale, segue l'allenatore Guido Carboni al Bari, appena retrocesso in C1 ma con cui, dopo un ripescaggio, disputa il campionato cadetto del 2004-2005; soprannominanato dalla tifoseria "Chianconi" per la sua rocciosità, nonostante i 36 anni disputa una stagione onorevole, facendo da chioccioa ai più giovani compagni di spogliatoio.
Dopo un passaggio al Potenza e un breve ritorno a Viterbo, prende parte al campionato 2006-2007 tra le file del Brindisi. Continua poi a giocare nelle serie minori toscane, dove nella stagione 2007-2008 contribuisce alla promozione del Sangimignano in Serie D.

### Allenatore
Il 9 luglio 2009 viene nominato allenatore in seconda dell'Ascoli, militante nel campionato italiano di Serie B. Nel dicembre dello stesso anno entra a far parte della Polisportiva Rosselli, squadra toscana che disputa il campionato amatoriale zona del Cuoio.
Il 17 luglio 2010 diventa il vice di Guido Carboni sulla panchina del Frosinone, militante nel campionato cadetto. Il 20 novembre 2011, sempre al seguito di Carboni, subentra nello staff dell'Empoli, sempre nella seconda serie italiana; all'esonero del tecnico, il 12 febbraio 2012, anche lui viene rimosso dall'incarico.
Il 17 gennaio 2013 segue Carboni, nuovamente come secondo, nell'esperienza sulla panchina del Benevento; il 20 gennaio 2014 viene esonerato dalla società assieme a Carboni.

## Palmarès

### Giocatore
- Coppa Italia Serie C: 1

Empoli: 1995-1996